# Mörtsjön (Folkärna socken, Dalarna)
Mörtsjön är en sjö i Avesta kommun i Dalarna och ingår i Dalälvens huvudavrinningsområde. Sjön har en area på 0,0685 kvadratkilometer och ligger 110,9 meter över havet.

## Delavrinningsområde
Mörtsjön ingår i det delavrinningsområde (668221-153092) som SMHI kallar för Mynnar i Herängsån. Medelhöjden är 117 meter över havet och ytan är 12,52 kvadratkilometer. Räknas de 2 avrinningsområdena uppströms in blir den ackumulerade arean 17,8 kvadratkilometer. Vinnarbäcken som avvattnar avrinningsområdet har biflödesordning 4, vilket innebär att vattnet flödar genom totalt 4 vattendrag innan det når havet efter 112 kilometer. Avrinningsområdet består mestadels av skog (79 procent). Avrinningsområdet har 0,14 kvadratkilometer vattenytor vilket ger det en sjöprocent på 1,1 procent.